# ورونیکا ارونسیس
ورونیکا ارونسیس (نام علمی: Veronica arvensis) نام یک گونه از سرده سیزاب است.